# Бьюэлтон
Бьюэлтон (англ. Buellton) — город в округе Санта-Барбара, Калифорния, США. Расположен в долине Санта-Инес. Население составляет 4828 человек согласно переписи 2010 года.
В городе находится один из двух в Калифорнии ресторанов «Pea Soup Andersen's», известных среди туристов своим гороховым супом.